# Diskriminace

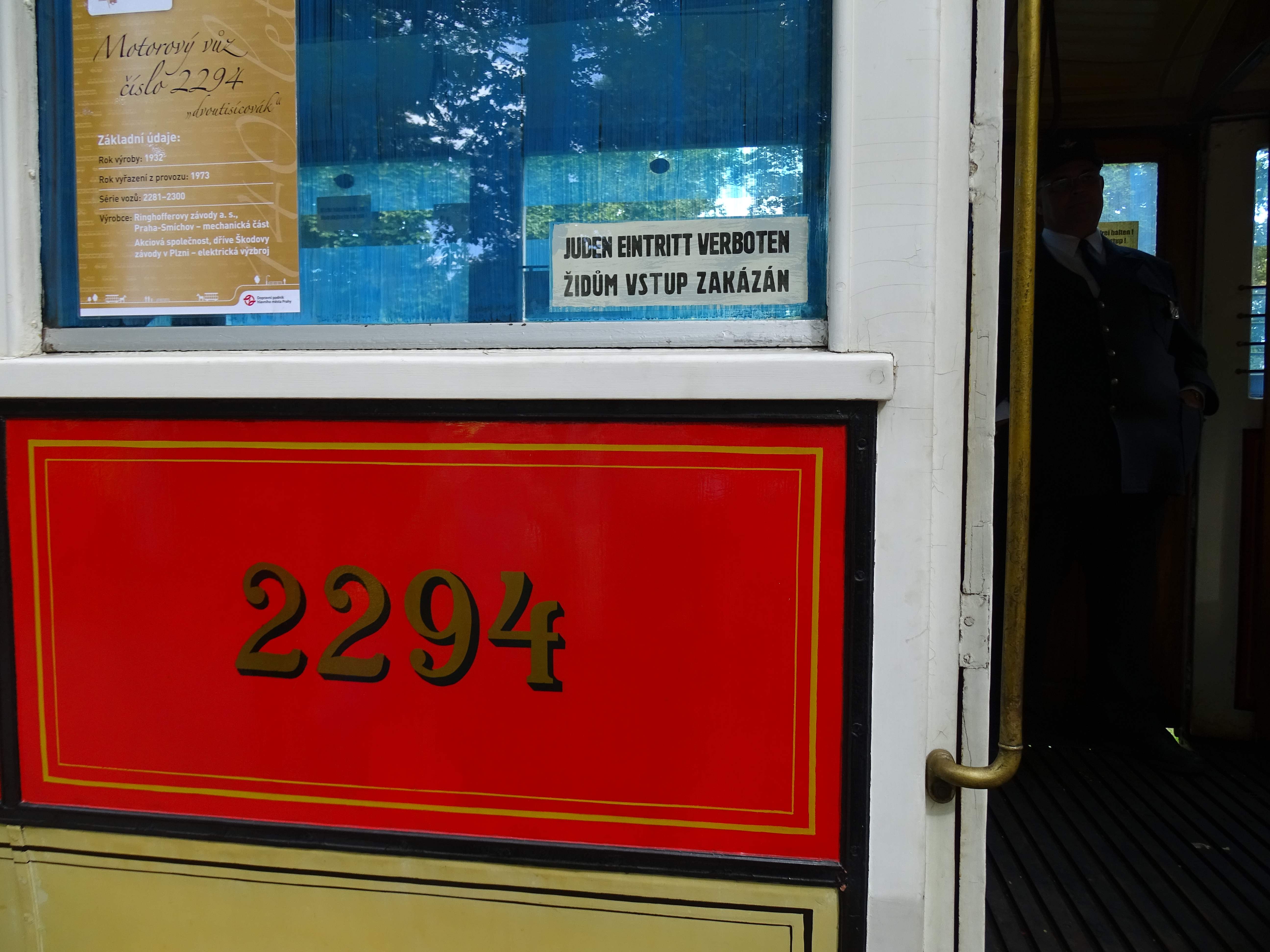
Protektorátní tramvaj (replika dobové úpravy, 2015), nápis „Židům vstup zakázán“

Diskriminace (lat. discriminare = rozlišovat) je termín označující nějaké rozlišování nebo situaci, v jejímž rámci se s určitým člověkem zachází jinak než s ostatními lidmi. Nejčastěji se používá v negativním významu rozlišování lidí na základě příslušnosti k nějaké obecné skupině bez ohledu na schopnosti konkrétního jedince.
Diskriminace není jakékoli rozlišování, ale rozlišování nějakým způsobem negativní, zatěžující. Ztěžuje buď s ohledem na zakázané kritérium, nebo na zakázaný způsob a zakázanou realizaci určitého kritéria (Bobek a kol. 2007).
Podle konkrétního kritéria diskriminace se hovoří o diskriminaci na základě rasy, pohlaví, věku, etnického původu, národnosti, pohlaví, genderu, sexuální orientace, zdravotního postižení, náboženského přesvědčení, víry apod.
Další důvody mohou být například jazyk, politické smýšlení, členství a činnost v politických hnutích, odborových organizacích či jiných ideových sdruženích. Dále zdravotní stav, sociální původ, současná sociální a finanční situace, genetické znaky, majetek, rod, manželský nebo jiný stav.
Též ale diskriminace na základě plnění povinností automaticky plynoucích z klíčových sociálních rolí.

## Definice
Diskriminace je takové jednání jedné osoby vůči druhé, které přináší znevýhodnění v porovnání s ostatními v právem stanovených oblastech nebo přináší určitou újmu. Toto znevýhodnění plyne z kritérií, která jsou právem zakázána, tudíž není odůvodnitelná oprávněným účelem (nebo účel není dosahován nezbytnými a přiměřenými prostředky).
Zachází-li se s dvěma osobami stejným způsobem, jsou-li jim poskytnuty stejné podmínky, a má-li splnění požadavků pro obě osoby stejné důsledky, hovoříme o rovném zacházení. Nesplnění předem stanovených požadavků může vést k rozdílnému zacházení s dvěma osobami, toto rozdílné zacházení ovšem není diskriminační. Diskriminací se rozumí rozdílné podmínky či rozdílné (nespravedlivé) důsledky po splnění předem stanovených požadavků. Důvody nespravedlivého jednání a diskriminace je možné dále kategorizovat, vymezují pak typy diskriminace (Čižinský a kol. 2006).
Diskriminace není:
Za diskriminaci se nepovažuje rozdílné zacházení, které je oprávněno legitimním účelem a prostředky k jeho dosahování jsou přiměřené či nezbytné. Příkladem může být rozdílné zacházení za účelem ochránit zranitelné skupiny (osoby mladší 18 let, osoby se zdravotním postižením apod.) (Soustová a kol. 2008).
Diskriminaci je poté možné definovat z více hledisek:

### Sociologické hledisko (sociální diskriminace)
Spočívá v omezování, utiskování určitých společenských skupin, resp. jejich jednotlivých členů tím, že jsou jim upírána občanská práva, snižovány šance na uplatnění ve společnosti (ve sféře zaměstnání, politiky i jinde). Sociální diskriminace často vychází z předsudků a může být projevem rasismu. Může se projevovat neformálně (spontánní, má lokální charakter) nebo formálně (oficiální státní doktrína).

### Psychologické hledisko
Pojem vztahující se k vnímání a učení. Obecně znamená schopnost rozlišování, která umožňuje jejich identifikaci a uplatňuje se i v učení.

### Právní hledisko
Diskriminací se nerozumí jakékoli rozlišování, nýbrž jen taková situace, kdy „právní řád určitého státu vytváří nerovnost ve výkonu subjektivních práv nebo povinností, avšak neexistuje zde relevantní souvislost mezi touto nerovností založenou právním řádem a nerovností, která je z povahy věci vlastní subjektivnímu právu nebo povinnosti“. Rozlišování, které sleduje legitimní cíl a je přiměřené tomuto cíli, není zakázanou diskriminací.
Proti sociální diskriminaci vznikaly v minulosti i dnes různá sociální hnutí s požadavkem sociální spravedlnosti a sociální rovnosti (např. odborová a feministická hnutí). V soudobých demokratických státech bývá k řešení sociální diskriminace zřizovaná instituce ombudsmana. Sociální nerovnost je však odstraňována jen pomalu. Programy na její odstraňování příliš nefungují.
Diskriminace dle právních předpisů
Evropská úmluva o lidských právech, článek 14: „užívání práv a svobod přiznaných touto Úmluvou musí být zajištěno bez diskriminace založené na jakémkoli důvodu, jako je pohlaví, rasa, barva pleti, jazyk náboženství, politické nebo jiné smýšlení, národnostní nebo sociální původ, příslušnost k národnostní menšině, majetek, rod nebo jiné postavení.“
Listina základních práv a svobod, součást Ústavy ČR, článek 3: „základní práva a svobody se zaručují všem bez rozdílu pohlaví, rasy (…) nebo jiného postavení.“

## Druhy diskriminace
Antidiskriminační právo Evropské unie vymezuje tyto druhy diskriminace:
- Přímá diskriminace – Přímá diskriminace je regulace z právně neospravedlnitelných důvodů. Buď je regulace prováděna naprosto svévolně, nebo na základě nepřípustných kritérií (rasa, pohlaví, národnost, víra apod.), která nejsou odůvodnitelná oprávněným účelem a prostředky dosahování účelu nejsou přiměřené a nezbytné.
- Nepřímá diskriminace – Nepřímá diskriminace zpravidla vychází z určitých právních úprav, které formálně neobsahují žádnou zakázanou diskriminační klasifikaci, ale v praxi při jejím aplikování diskriminaci vyvolává. Taková právní úprava se sice aplikuje rovně, má ale pro různé osoby různý dopad. Tento nerovný dopad se odvíjí od formulace kritéria podaného normou (právním předpisem).

Problém nepřímé diskriminace leží převážně v aplikační rovině právních předpisů. V takovém případě je nutné dávat přednost výkladu, který je v souladu s principem rovnosti. Problém nepřímé diskriminace může spočívat i v rovině obecné, v tomto případě je norma celkově konstruována vadně (Bobek a kol. 2007).
- Obtěžování
- Sexuální obtěžování
- Pronásledování
- Pokyn k diskriminaci
- Navádění k diskriminaci

## Antidiskriminační legislativa
Ve 20. století začala v zemích západní civilizace a postupně i dalších státech vznikat legislativa, která různé diskriminační jednání či vyjadřování zakazuje, dokonce i trestně postihuje. V Česku diskriminaci zakazuje již Listina základních práv a svobod, ale zákazy konkrétních forem diskriminace se objevují i v dalších zákonech (především zákon ze dne 23. dubna 2008 č. 198/2009 Sb., o rovném zacházení a o právních prostředcích ochrany před diskriminací a o změně některých zákonů, tzv. antidiskriminační zákon). Antidiskriminační legislativa je kritizována ze strany zastánců svobody slova a pokud je vnucována i soukromému sektoru, tak i ze strany zastánců svobody podnikání a personální volby zaměstnanců. Na druhou stranu má antidiskriminační legislativa taktéž mnoho příznivců, i ti však mají výhrady vůči často benevolentnímu přístupu úřadů v otázce jejího prosazování (Čižinský a kol. 2006).

## Pozitivní diskriminace
Často se objevuje termín pozitivní diskriminace (též afirmativní akce), který označuje záměrné úsilí, jak některou, zpravidla jinak negativně diskriminovanou, skupinu osob cíleně zvýhodnit.
Přínos pozitivní diskriminace je však sporný. Její kritici tvrdí, že afirmativní akce ve skutečnosti:
- oslabují vůli menšin ke skutečné změně svého postavení,
- vychovávají novou generaci v přesvědčení, že dostane vše bez práce,
- naznačují, že příslušníci menšin jsou méněcenní, neboť nejsou schopni vyhovět běžným požadavkům společnosti. V souvislosti s tím začala v některých zemích vznikat legislativa zaměřená proti této formě diskriminace, např. v Kalifornii Proposition 209 či v Michiganu Michigan Civil Rights Initiative. Na druhou stranu, podle tvrzení zastánců, mají afirmativní akce pouze zajistit diskriminovaným příslušníkům menšin stejnou příležitost k uplatnění, jakou mají příslušníci většinové populace.

## Příklady typů diskriminace
V různých zemích světa může být postoj k dále uvedeným důvodům diskriminace různý.
V Česku zakazuje antidiskriminační zákon diskriminaci z důvodů rasy, etnického původu, národnosti, pohlaví, sexuální orientace, věku, zdravotního postižení, náboženského vyznání,
víry a světového názoru.

### Rasa nebo etnický původ, příslušenství ke kastě
Diskriminace na základě příslušnosti k menšinovému etniku může splývat s diskriminací cizinců či diskriminací založenou na náboženském přesvědčení. Diskriminace etnik se projevuje v problematickém hledání práce, bydlení, škol pro děti apod. Etnické menšin se též setkávají s horším zacházením ze strany veřejných orgánů. Tyto projevy diskriminace jsou založeny na předsudcích a stereotypizacích, které ve společnosti vládnou.
Nejsilnější formou diskriminace etnik je rasismus.
V ČR jsou touto diskriminací na základě etnického původu nejvíce postihováni Romové, ale stejně tak i jiné etnické menšiny (Čižinský a kol. 2006).
Zvláštním, v ČR se nevyskytujícím, typem je diskriminace podle příslušnosti ke kastě; podle zprávy OSN postihovala kastovní diskriminace odhadem 250 milionů lidí po celém světě, převážně v některých asijských zemích. (Indie, Srí Lanka, Bangladéš, Pákistán, Nepál, Japonsko) a Africe.

### Národnost
Diskriminace podle národnosti může být blízká diskriminaci rasové.
Příkladem státu uplatňujícího národnostní diskriminaci je Myanmar. V něm pronásledovaní Rohingové v roce 2017 uprchli v celkovém počtu více ne 700 000 do Bangladéše.

### Pohlaví

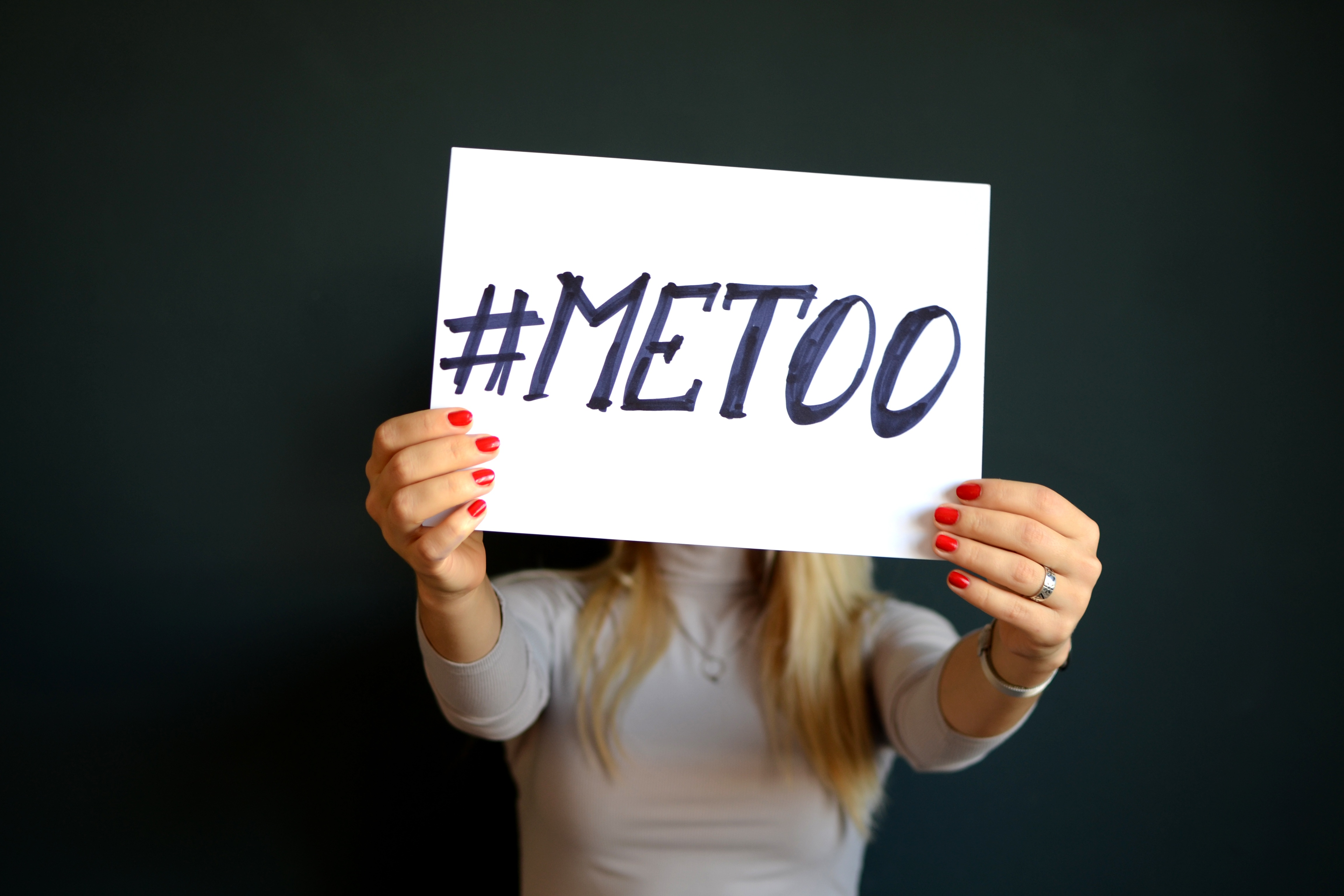
Žena se symbolem hnutí Me-too

Může se jednat jak o diskriminaci žen, tak mužů, diskriminace žen je častější.[zdroj?]
Diskriminace žen je nejčastěji spojována s diskriminací v pracovním prostředí. V řadě povolání stále převládají genderové stereotypy, přesvědčení, že ženy dané povolání nejsou schopny vykonávat. V pracovním prostředí jsou dále diskriminovány nižším platovým ohodnocením, nevhodnými otázkami při přijímacích pohovorech, které se týkají jejich stavu, počtu dětí, plánování mateřství apod. Ženy jsou rovněž diskriminovány ve školství,[zdroj?] kde jim může být věnována menší pozornost.[ujasnit]
Do diskriminace žen je možné zařadit i obtěžování a nevhodné chování k ženám v různých kolektivech, jednání s ženami není shodné jako jednání z muži, přičemž nehraje roli vzdělání, praxe atd., pouze pohlaví.

Specificky jsou diskriminovány trans lidé a osoby identifikující se s dalšími méně častými gendery (Čižinský a kol. 2006).

### Sexuální orientace

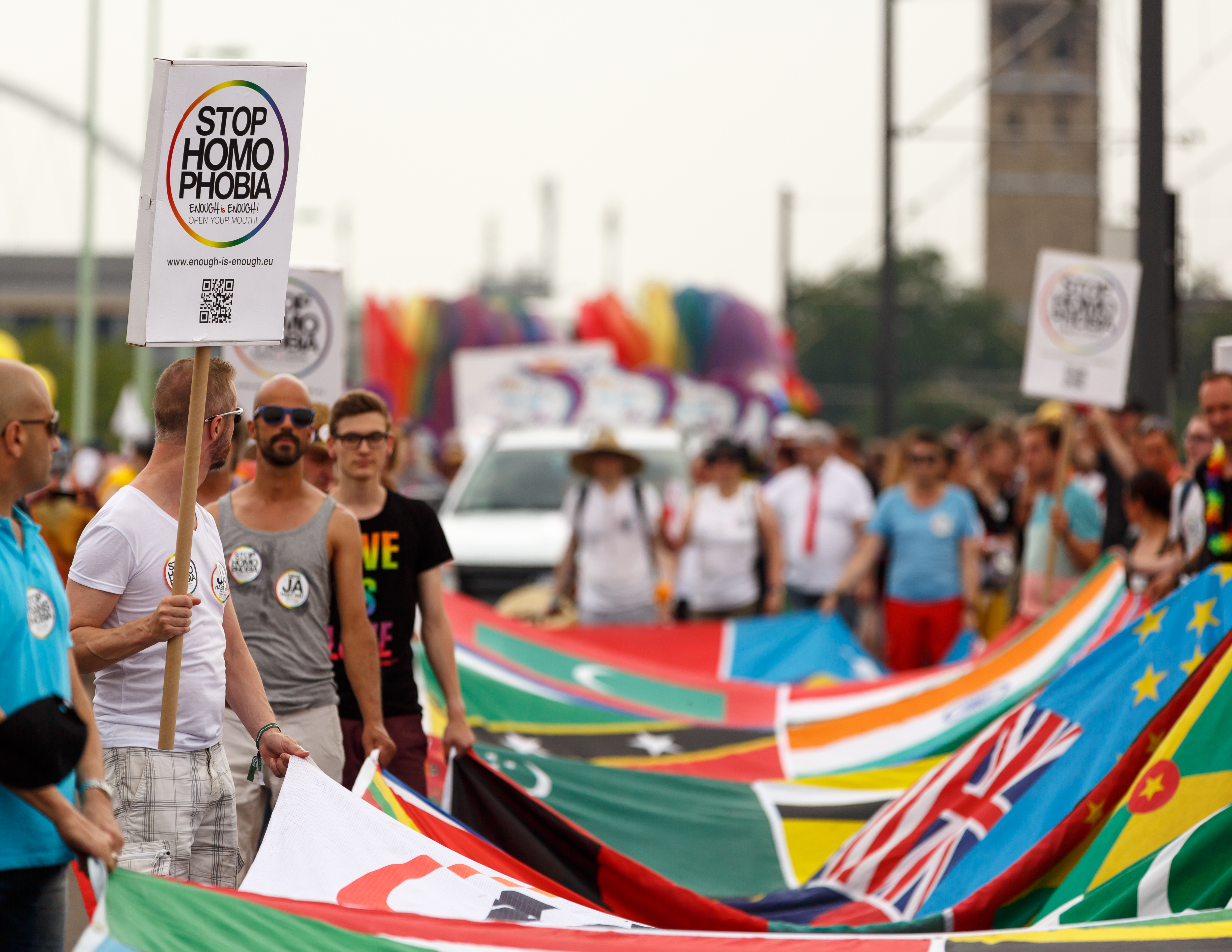
LGBT demonstrace s vlajkami zemí, kde je homosexualita trestná (Kolín n. R. 2015)

Diskriminace na základě sexuální orientace se nejčastěji týká homosexuálních jedinců, může se týkat ale i heterosexuálů. Stejně tak jsou diskriminováni pansexuálové, asexuálové apod., jedná se vždy o lidi v menšině, o kterých převládají předsudky. Proti sexuálním menšinám často stojí rodinní příslušníci, lidé nábožensky založení a osoby, které se definují jako otevření, jejich argumentem je v této problematice ohrožení heterosexuální většiny.
Osoby s menšinovou sexuální orientací jsou si vědomi nevýhod, které z jejich sexuality vyplývají, proto ji často tají, a to i před blízkými, v pracovním nebo školním kolektivu apod.
O těchto osobách panuje velké množství předsudků, jeden z nejčastějších[zdroj?] se týká homosexuálních mužů a říká, že tito muži jsou slabí, „zženštilí“ (Čižinský a kol. 2006).
V 76 zemích je sexuální styk mezi dospělými stejného pohlaví považován za trestný čin. Z toho v deseti zemích hrozí za takový styk až trest smrti.

### Věk
Ageismus je diskriminace založená na věku, tento pojem je spojován často s diskriminací seniorů, stejně tak ale mohou být diskriminováni mladiství nebo děti.
Ageismus cílený na starší lidi je obestřen jak stereotypy, tak i velkým množstvím autostereotypů, tzn. starší osoby mají tyto předsudky sami o sobě. Například že jsou už slabí a nevýkonní, neschopní najít partnera atd.
Starší lidé jsou diskriminováni v zaměstnání, hlavně v hledání nového pracovního místa, zaměstnavatelé často preferují mladší a energičtější osoby. Opakem ve stejné problematice je diskriminace čerstvých absolventů a mladých lidí, toto bývá odůvodněno absencí zkušeností, které často ale nejsou nezbytnou podmínkou.
Starší osoby (senioři) jsou také často diskriminováni ve službách či ve zdravotnictví,[zdroj?] převládá předsudek, že již nejsou schopni se sami rozhodovat, že ničemu nerozumí. Projev diskriminace může být nevhodné chování k těmto lidem, zatajování informací či oslovování „babi, dědo“ (Čižinský a kol. 2006).

### Zdravotní postižení
Diskriminace založená na zdravotním postižením je velmi častá, ačkoli se o ní nehovoří tak často. Osoby se zdravotním handicapem jsou nejčastěji diskriminováni v pracovní sféře. Převládá předsudek, že nejsou práceschopní, většinou tyto osoby pouze vyžadují specificky upravené podmínky, které jim však nejsou poskytovány. Dále jsou lidé se zdravotním postižením diskriminováni nedostupností míst, která jsou nějakým způsobem bariérová, nebo jsou diskriminováni tím, že nejsou prováděna opatření, které by šly naproti dostupnosti pro tyto osoby.
O osobách se zdravotním postižením existuje také spousta předsudků, například že jsou všichni z nich mentálně postižení, že nejsou schopni se o sebe postarat, navazovat vztahy.[zdroj?] Častý je také předsudek, že je s nimi potřeba komunikovat jinak, než se zdravými lidmi a že k této komunikaci jsou potřeba specifika, kterými normální člověk nedisponuje.
Nevhodné chování k lidem se zdravotním postižením se často vyznačuje přehlížením, komunikací pouze s jejich doprovodem, šišláním, tykáním, nabízením darů či financí. Osoby se zdravotním postižením mohou uvítat např. nabídnutou pomoc, je ale třeba s nimi jednat jako s dospělými autonomními jedinci (Čižinský a kol. 2006).
Zdravotní postižení se rozlišuje od zdravotního stavu, který není diskriminačním důvodem.

### Náboženství nebo víra

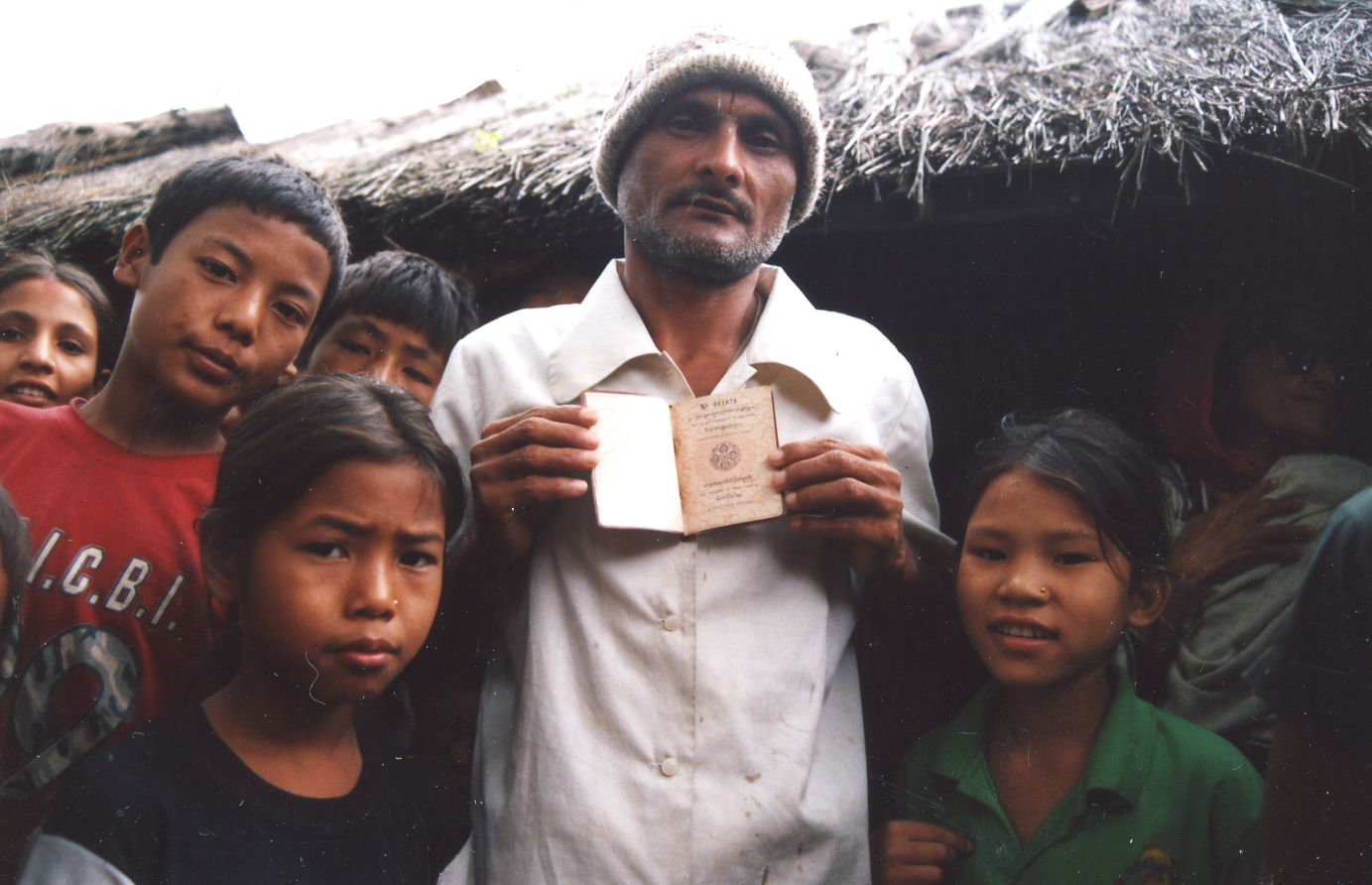
V 90. letech 20. stol. bylo z buddhistického Bhútánu vypovězeno na 100 000 hinduistických Lotšampů, původem z Nepálu.

Diskriminována je vždy menšina či skupina nedisponující mocí. V problematice náboženského přesvědčení to může být tedy diskriminace věřících i nevěřících. V ČR se s větší diskriminací setkávají příslušníci církví, různých náboženských hnutí a osoby věřící.
Příkladem je diskriminace židovského obyvatelstvo Německa a velké části Evropy za Adolfa Hitlera a jeho nacistické strany, i když prvotně se jednalo o diskriminaci na základě etnického původu. V českých zemích docházelo k diskriminace nekatolického obyvatelstva v období rekatolizace. Stejně tak ale může v určitých podmínkách docházet i k diskriminaci ateistů (Čižinský a kol. 2006).
Jako příklad politické a náboženské diskriminace v ČSSR může sloužit znemožňování určitých zaměstnání pro politické či náboženské přesvědčení daných osob v době normalizace.